# Il Divo/Auszeichnungen für Musikverkäufe

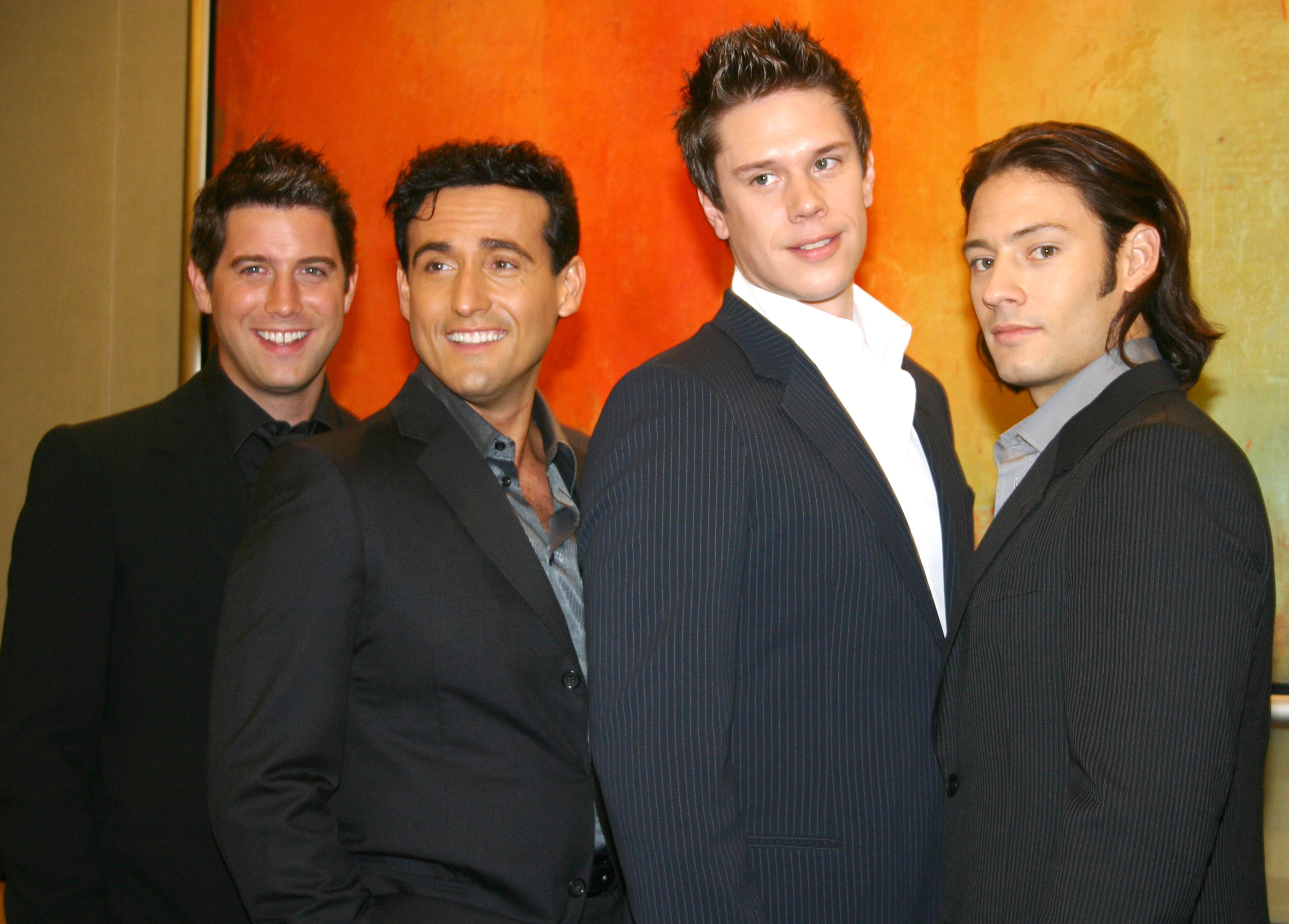
Il Divo (2005)

Dies ist eine Übersicht über die Auszeichnungen für Musikverkäufe der internationalen Gesangsgruppe Il Divo. Die Auszeichnungen finden sich nach ihrer Art (Gold, Platin usw.), nach Staaten getrennt in chronologischer Reihenfolge, geordnet sowie nach den Tonträgern selbst, ebenfalls in chronologischer Reihenfolge, getrennt nach Medium (Alben, Singles usw.), wieder.

## Auszeichnungen
| - Vereinigtes Königreich - 2015: für das Album A Musical Affair – Live in Japan - 2015: für das Album Amor & Pasión - Argentinien - 2006: für das Album Siempre - Australien - 2006: für das Album The Christmas Collection - 2011: für das Album Wicked Game - Belgien - 2008: für das Album The Promise - Brasilien - 2009: für das Videoalbum Live at the Greek Theater - Dänemark - 2005: für das Album Ancora - 2007: für das Album Siempre - Deutschland - 2007: für das Album Il Divo - 2007: für das Album Ancora - 2023: für das Album The Promise - Finnland - 2006: für das Album Siempre - 2008: für das Album The Promise - Frankreich - 2006: für das Album Siempre - 2014: für das Album A Musical Affair - Griechenland - 2009: für das Album The Promise - Japan - 2006: für das Album Ancora - Kanada - 2012: für das Album Wicked Game - Mexiko - 2006: für das Album The Christmas Collection - 2008: für das Album The Promise - 2010: für das Album An Evening with Il Divo – Live in Barcelona - Neuseeland - 2006: für das Videoalbum Encore - 2006: für das Videoalbum Live at the Greek Theater - 2008: für das Album The Promise - 2018: für das Album The Greatest Hits - Niederlande - 2010: für das Album An Evening with Il Divo – Live in Barcelona - Österreich - 2007: für das Album Siempre - 2009: für das Album The Promise - Polen - 2013: für das Album A Musical Affair - Portugal - 2009: für das Album An Evening with Il Divo – Live in Barcelona - 2011: für das Album Wicked Game - 2012: für das Album The Greatest Hits - 2019: für das Videoalbum Live in London - Russland - 2006: für das Album Siempre - Schweiz - 2008: für das Album The Christmas Collection - 2011: für das Album Wicked Game - Spanien - 2014: für das Album The Christmas Collection - 2014: für das Album The Greatest Hits - 2016: für das Album Amor & Pasión - Ungarn - 2007: für das Album Siempre - 2009: für das Album The Promise - Vereinigte Staaten - 2006: für das Album Ancora - 2008: für das Album The Promise - Vereinigtes Königreich - 2013: für das Videoalbum Unbreak My Heart (Regresa A Mi) - 2013: für das Album Wicked Game - 2013: für das Album The Greatest Hits - 2013: für das Album A Musical Affair - 2014: für das Videoalbum Live in London - 2017: für das Album The Christmas Collection | - Frankreich - 2005: für das Album Il Divo - Argentinien - 2006: für das Videoalbum Live at the Greek Theater - Australien - 2008: für das Album The Promise - 2009: für das Videoalbum Live at the London Coliseum - 2011: für das Videoalbum Live in London - Belgien - 2007: für das Album Siempre - Europa - 2008: für das Album Siempre - 2010: für das Album The Promise - Frankreich - 2007: für das Album Ancora - Mexiko - 2006: für das Album Ancora - 2007: für das Album Siempre - Neuseeland - 2007: für das Album Siempre - Niederlande - 2008: für das Album The Promise - 2009: für 1 Million verkaufte Tonträger Special Award - 2012: für das Album Wicked Game - Norwegen - 2004: für das Album Il Divo - Österreich - 2007: für das Album Il Divo - 2007: für das Album Ancora - Polen - 2019: für das Album The Greatest Hits - Portugal - 2005: für das Album Il Divo - 2006: für das Videoalbum Encore - 2006: für das Videoalbum Live at the Greek Theater - 2007: für das Album The Christmas Collection - 2011: für das Videoalbum Live at the London Coliseum - Russland - 2005: für das Album Ancora - Schweden - 2005: für das Album Il Divo - 2006: für das Album Ancora - 2006: für das Album Siempre - 2008: für das Album The Promise - Schweiz - 2005: für das Album Il Divo - 2005: für das Album Ancora - 2006: für das Album Siempre - 2008: für das Album The Promise - Spanien - 2012: für das Album Wicked Game - 2014: für das Album An Evening with Il Divo – Live in Barcelona - 2014: für das Videoalbum Encore - 2014: für das Videoalbum Live at the Greek Theater - Ungarn - 2005: für das Album Il Divo - 2006: für das Album Ancora - Vereinigte Staaten - 2005: für das Album Il Divo - 2006: für das Videoalbum Encore - 2007: für das Album The Christmas Collection - 2007: für das Album Siempre - Vereinigtes Königreich - 2009: für das Album The Promise - 2013: für das Videoalbum Encore - 2013: für das Videoalbum An Evening with Il Divo: Live in Barcelona | - Argentinien - 2005: für das Album Ancora - Australien - 2006: für das Album Siempre - Belgien - 2006: für das Album Il Divo - 2007: für das Album Ancora - Europa - 2005: für das Album Il Divo - 2005: für das Album Ancora - Finnland - 2005: für das Album Il Divo - 2005: für das Album Ancora - Irland - 2008: für das Album The Promise - Kanada - 2006: für das Album The Christmas Collection - Mexiko - 2006: für das Album Il Divo - Neuseeland - 2005: für das Album Il Divo - Niederlande - 2005: für das Album Il Divo - 2007: für das Album Siempre - Portugal - 2006: für das Album Ancora - 2007: für das Album Siempre - 2009: für das Album The Promise - Vereinigte Staaten - 2007: für das Videoalbum Live at the Greek Theater - Vereinigtes Königreich - 2006: für das Album Siempre - 2013: für das Videoalbum Live at the Greek Theater - Argentinien - 2005: für das Album Il Divo - Australien - 2007: für das Album Il Divo - Kanada - 2006: für das Album Il Divo - 2006: für das Album Ancora - 2006: für das Videoalbum Encore - 2006: für das Album Siempre - Neuseeland - 2006: für das Album Ancora - Vereinigtes Königreich - 2006: für das Album Ancora - Australien - 2006: für das Album Ancora - 2010: für das Videoalbum An Evening with Il Divo – Live in Barcelona - Irland - 2006: für das Album Siempre - Spanien - 2008: für das Album Siempre - 2014: für das Album The Promise - Australien - 2009: für das Videoalbum Encore - 2009: für das Videoalbum Live at the Greek Theater - Irland - 2005: für das Album Ancora - Vereinigtes Königreich - 2013: für das Album Il Divo - Spanien - 2014: für das Album Ancora - 2014: für das Album Il Divo |

## Auszeichnungen nach Alben

### Il Divo
| Land/Region                  | Auszeichnungen für Musikverkäufe (Land/Region, Auszeichnung, Verkäufe) | Verkäufe    |
| ---------------------------- | ---------------------------------------------------------------------- | ----------- |
| Argentinien (CAPIF)          | 3× Platin                                                              | 120.000     |
| Australien (ARIA)            | 3× Platin                                                              | 210.000     |
| Belgien (BRMA)               | 2× Platin                                                              | 100.000     |
| Deutschland (BVMI)           | Gold                                                                   | 100.000     |
| Europa (IFPI)                | 2× Platin                                                              | (2.000.000) |
| Finnland (IFPI)              | 2× Platin                                                              | 66.441      |
| Frankreich (SNEP)            | 2× Gold                                                                | 200.000     |
| Kanada (MC)                  | 3× Platin                                                              | 300.000     |
| Mexiko (AMPROFON)            | 2× Platin                                                              | 200.000     |
| Neuseeland (RMNZ)            | 2× Platin                                                              | 30.000      |
| Niederlande (NVPI)           | 2× Platin                                                              | 160.000     |
| Norwegen (IFPI)              | Platin                                                                 | 40.000      |
| Österreich (IFPI)            | Platin                                                                 | 20.000      |
| Portugal (AFP)               | Platin                                                                 | 20.000      |
| Schweden (IFPI)              | Platin                                                                 | 60.000      |
| Schweiz (IFPI)               | Platin                                                                 | 40.000      |
| Spanien (Promusicae)         | 9× Platin                                                              | 900.000     |
| Ungarn (MAHASZ)              | Platin                                                                 | 20.000      |
| Vereinigte Staaten (RIAA)    | Platin                                                                 | 1.000.000   |
| Vereinigtes Königreich (BPI) | 5× Platin                                                              | 1.500.000   |
| Insgesamt                    | 3× Gold · 42× Platin ·                                                 | 4.926.441   |

### Ancora
| Land/Region                  | Auszeichnungen für Musikverkäufe (Land/Region, Auszeichnung, Verkäufe) | Verkäufe    |
| ---------------------------- | ---------------------------------------------------------------------- | ----------- |
| Argentinien (CAPIF)          | 2× Platin                                                              | 80.000      |
| Australien (ARIA)            | 4× Platin                                                              | 280.000     |
| Belgien (BRMA)               | 2× Platin                                                              | 100.000     |
| Dänemark (IFPI)              | Gold                                                                   | 20.000      |
| Deutschland (BVMI)           | Gold                                                                   | 100.000     |
| Europa (IFPI)                | 2× Platin                                                              | (2.000.000) |
| Finnland (IFPI)              | 2× Platin                                                              | 62.647      |
| Frankreich (SNEP)            | Platin                                                                 | 200.000     |
| Irland (IRMA)                | 5× Platin                                                              | 75.000      |
| Japan (RIAJ)                 | Gold                                                                   | 100.000     |
| Kanada (MC)                  | 3× Platin                                                              | 300.000     |
| Mexiko (AMPROFON)            | Platin                                                                 | 100.000     |
| Neuseeland (RMNZ)            | 3× Platin                                                              | 45.000      |
| Österreich (IFPI)            | Platin                                                                 | 30.000      |
| Portugal (AFP)               | 2× Platin                                                              | 40.000      |
| Russland (NFPF)              | Platin                                                                 | 20.000      |
| Schweden (IFPI)              | Platin                                                                 | 60.000      |
| Schweiz (IFPI)               | Platin                                                                 | 40.000      |
| Spanien (Promusicae)         | 9× Platin                                                              | 720.000     |
| Ungarn (MAHASZ)              | Platin                                                                 | 10.000      |
| Vereinigte Staaten (RIAA)    | Gold                                                                   | 500.000     |
| Vereinigtes Königreich (BPI) | 3× Platin                                                              | 900.000     |
| Insgesamt                    | 4× Gold · 44× Platin ·                                                 | 3.782.647   |

### The Christmas Collection
| Land/Region                  | Auszeichnungen für Musikverkäufe (Land/Region, Auszeichnung, Verkäufe) | Verkäufe  |
| ---------------------------- | ---------------------------------------------------------------------- | --------- |
| Australien (ARIA)            | Gold                                                                   | 35.000    |
| Finnland (IFPI)              | —                                                                      | 12.615    |
| Kanada (MC)                  | 2× Platin                                                              | 200.000   |
| Mexiko (AMPROFON)            | Gold                                                                   | 50.000    |
| Portugal (AFP)               | Platin                                                                 | 20.000    |
| Schweiz (IFPI)               | Gold                                                                   | 15.000    |
| Spanien (Promusicae)         | Gold                                                                   | 50.000    |
| Vereinigte Staaten (RIAA)    | Platin                                                                 | 1.000.000 |
| Vereinigtes Königreich (BPI) | Gold                                                                   | 100.000   |
| Insgesamt                    | 5× Gold · 4× Platin ·                                                  | 1.482.615 |

### Siempre
| Land/Region                  | Auszeichnungen für Musikverkäufe (Land/Region, Auszeichnung, Verkäufe) | Verkäufe    |
| ---------------------------- | ---------------------------------------------------------------------- | ----------- |
| Argentinien (CAPIF)          | Gold                                                                   | 20.000      |
| Australien (ARIA)            | 2× Platin                                                              | 140.000     |
| Belgien (BRMA)               | Platin                                                                 | 50.000      |
| Dänemark (IFPI)              | Gold                                                                   | 20.000      |
| Europa (IFPI)                | Platin                                                                 | (1.000.000) |
| Finnland (IFPI)              | Gold                                                                   | 24.836      |
| Frankreich (SNEP)            | Gold                                                                   | 75.000      |
| Irland (IRMA)                | 4× Platin                                                              | 60.000      |
| Kanada (MC)                  | 3× Platin                                                              | 300.000     |
| Mexiko (AMPROFON)            | Platin                                                                 | 100.000     |
| Neuseeland (RMNZ)            | Platin                                                                 | 15.000      |
| Niederlande (NVPI)           | 2× Platin                                                              | 140.000     |
| Österreich (IFPI)            | Gold                                                                   | 15.000      |
| Portugal (AFP)               | 2× Platin                                                              | 40.000      |
| Russland (NFPF)              | Gold                                                                   | 10.000      |
| Schweden (IFPI)              | Platin                                                                 | 40.000      |
| Schweiz (IFPI)               | Platin                                                                 | 30.000      |
| Spanien (Promusicae)         | 4× Platin                                                              | 320.000     |
| Ungarn (MAHASZ)              | Gold                                                                   | 3.000       |
| Vereinigte Staaten (RIAA)    | Platin                                                                 | 1.000.000   |
| Vereinigtes Königreich (BPI) | 2× Platin                                                              | 600.000     |
| Insgesamt                    | 7× Gold · 26× Platin ·                                                 | 3.002.836   |

### The Promise
| Land/Region                  | Auszeichnungen für Musikverkäufe (Land/Region, Auszeichnung, Verkäufe) | Verkäufe  |
| ---------------------------- | ---------------------------------------------------------------------- | --------- |
| Australien (ARIA)            | Platin                                                                 | 70.000    |
| Belgien (BRMA)               | Gold                                                                   | (15.000)  |
| Deutschland (BVMI)           | Gold                                                                   | (100.000) |
| Europa (IFPI)                | Platin                                                                 | 1.000.000 |
| Finnland (IFPI)              | Gold                                                                   | (19.343)  |
| Griechenland (IFPI)          | Gold                                                                   | (5.000)   |
| Irland (IRMA)                | 2× Platin                                                              | (30.000)  |
| Mexiko (AMPROFON)            | Gold                                                                   | 40.000    |
| Neuseeland (RMNZ)            | Gold                                                                   | 7.500     |
| Niederlande (NVPI)           | Platin                                                                 | (60.000)  |
| Österreich (IFPI)            | Gold                                                                   | (10.000)  |
| Portugal (AFP)               | 2× Platin                                                              | 40.000    |
| Schweden (IFPI)              | Platin                                                                 | (40.000)  |
| Schweiz (IFPI)               | Platin                                                                 | (30.000)  |
| Spanien (Promusicae)         | 4× Platin                                                              | (320.000) |
| Ungarn (MAHASZ)              | Gold                                                                   | (3.000)   |
| Vereinigte Staaten (RIAA)    | Gold                                                                   | 500.000   |
| Vereinigtes Königreich (BPI) | Platin                                                                 | (300.000) |
| Insgesamt                    | 9× Gold · 14× Platin ·                                                 | 1.817.500 |

### An Evening with Il Divo – Live in Barcelona
| Land/Region          | Auszeichnungen für Musikverkäufe (Land/Region, Auszeichnung, Verkäufe) | Verkäufe |
| -------------------- | ---------------------------------------------------------------------- | -------- |
| Niederlande (NVPI)   | Gold                                                                   | 25.000   |
| Portugal (AFP)       | Gold                                                                   | 10.000   |
| Spanien (Promusicae) | Platin                                                                 | 60.000   |
| Insgesamt            | 2× Gold · 1× Platin ·                                                  | 95.000   |

### Wicked Game
| Land/Region                  | Auszeichnungen für Musikverkäufe (Land/Region, Auszeichnung, Verkäufe) | Verkäufe |
| ---------------------------- | ---------------------------------------------------------------------- | -------- |
| Australien (ARIA)            | Gold                                                                   | 35.000   |
| Kanada (MC)                  | Gold                                                                   | 40.000   |
| Niederlande (NVPI)           | Platin                                                                 | 50.000   |
| Portugal (AFP)               | Gold                                                                   | 7.500    |
| Schweiz (IFPI)               | Gold                                                                   | 15.000   |
| Spanien (Promusicae)         | Platin                                                                 | 60.000   |
| Vereinigtes Königreich (BPI) | Gold                                                                   | 100.000  |
| Insgesamt                    | 5× Gold · 2× Platin ·                                                  | 307.500  |

### The Greatest Hits
| Land/Region                  | Auszeichnungen für Musikverkäufe (Land/Region, Auszeichnung, Verkäufe) | Verkäufe |
| ---------------------------- | ---------------------------------------------------------------------- | -------- |
| Neuseeland (RMNZ)            | Gold                                                                   | 7.500    |
| Polen (ZPAV)                 | Platin                                                                 | 20.000   |
| Portugal (AFP)               | Gold                                                                   | 7.500    |
| Spanien (Promusicae)         | Gold                                                                   | 20.000   |
| Vereinigtes Königreich (BPI) | Gold                                                                   | 100.000  |
| Insgesamt                    | 4× Gold · 1× Platin ·                                                  | 155.000  |

### A Musical Affair
| Land/Region                  | Auszeichnungen für Musikverkäufe (Land/Region, Auszeichnung, Verkäufe) | Verkäufe |
| ---------------------------- | ---------------------------------------------------------------------- | -------- |
| Frankreich (SNEP)            | Gold                                                                   | 50.000   |
| Polen (ZPAV)                 | Gold                                                                   | 10.000   |
| Vereinigtes Königreich (BPI) | Gold                                                                   | 100.000  |
| Insgesamt                    | 3× Gold ·                                                              | 160.000  |

### A Musical Affair – Live in Japan
| Land/Region                  | Auszeichnungen für Musikverkäufe (Land/Region, Auszeichnung, Verkäufe) | Verkäufe |
| ---------------------------- | ---------------------------------------------------------------------- | -------- |
| Vereinigtes Königreich (BPI) | Silber                                                                 | 60.000   |
| Insgesamt                    | 1× Silber ·                                                            | 60.000   |

### Amor & Pasión
| Land/Region                  | Auszeichnungen für Musikverkäufe (Land/Region, Auszeichnung, Verkäufe) | Verkäufe |
| ---------------------------- | ---------------------------------------------------------------------- | -------- |
| Spanien (Promusicae)         | Gold                                                                   | 20.000   |
| Vereinigtes Königreich (BPI) | Silber                                                                 | 60.000   |
| Insgesamt                    | 1× Silber · 1× Gold ·                                                  | 80.000   |

## Auszeichnungen nach Videoalben

### Unbreak My Heart (Regresa A Mi)
| Land/Region                  | Auszeichnungen für Musikverkäufe (Land/Region, Auszeichnung, Verkäufe) | Verkäufe |
| ---------------------------- | ---------------------------------------------------------------------- | -------- |
| Vereinigtes Königreich (BPI) | Gold                                                                   | 25.000   |
| Insgesamt                    | 1× Gold ·                                                              | 25.000   |

### Encore
| Land/Region                  | Auszeichnungen für Musikverkäufe (Land/Region, Auszeichnung, Verkäufe) | Verkäufe |
| ---------------------------- | ---------------------------------------------------------------------- | -------- |
| Australien (ARIA)            | 5× Platin                                                              | 75.000   |
| Kanada (MC)                  | 3× Platin                                                              | 30.000   |
| Neuseeland (RMNZ)            | Gold                                                                   | 2.500    |
| Portugal (AFP)               | Platin                                                                 | 8.000    |
| Spanien (Promusicae)         | Platin                                                                 | 25.000   |
| Vereinigte Staaten (RIAA)    | Platin                                                                 | 100.000  |
| Vereinigtes Königreich (BPI) | Platin                                                                 | 50.000   |
| Insgesamt                    | 1× Gold · 12× Platin ·                                                 | 290.500  |

### Live at the Greek Theater
| Land/Region                  | Auszeichnungen für Musikverkäufe (Land/Region, Auszeichnung, Verkäufe) | Verkäufe |
| ---------------------------- | ---------------------------------------------------------------------- | -------- |
| Argentinien (CAPIF)          | Platin                                                                 | 8.000    |
| Australien (ARIA)            | 5× Platin                                                              | 75.000   |
| Brasilien (PMB)              | Gold                                                                   | 15.000   |
| Neuseeland (RMNZ)            | Gold                                                                   | 2.500    |
| Portugal (AFP)               | Platin                                                                 | 8.000    |
| Spanien (Promusicae)         | Platin                                                                 | 25.000   |
| Vereinigte Staaten (RIAA)    | 2× Platin                                                              | 200.000  |
| Vereinigtes Königreich (BPI) | 2× Platin                                                              | 100.000  |
| Insgesamt                    | 2× Gold · 12× Platin ·                                                 | 433.500  |

### An Evening with Il Divo: Live in Barcelona
| Land/Region                  | Auszeichnungen für Musikverkäufe (Land/Region, Auszeichnung, Verkäufe) | Verkäufe |
| ---------------------------- | ---------------------------------------------------------------------- | -------- |
| Australien (ARIA)            | 4× Platin                                                              | 60.000   |
| Mexiko (AMPROFON)            | Gold                                                                   | 10.000   |
| Vereinigtes Königreich (BPI) | Platin                                                                 | 50.000   |
| Insgesamt                    | 1× Gold · 5× Platin ·                                                  | 120.000  |

### Live at the London Coliseum
| Land/Region       | Auszeichnungen für Musikverkäufe (Land/Region, Auszeichnung, Verkäufe) | Verkäufe |
| ----------------- | ---------------------------------------------------------------------- | -------- |
| Australien (ARIA) | Platin                                                                 | 15.000   |
| Portugal (AFP)    | Platin                                                                 | 8.000    |
| Insgesamt         | 2× Platin ·                                                            | 23.000   |

### Live in London
| Land/Region                  | Auszeichnungen für Musikverkäufe (Land/Region, Auszeichnung, Verkäufe) | Verkäufe |
| ---------------------------- | ---------------------------------------------------------------------- | -------- |
| Australien (ARIA)            | Platin                                                                 | 15.000   |
| Portugal (AFP)               | Gold                                                                   | 4.000    |
| Vereinigtes Königreich (BPI) | Gold                                                                   | 25.000   |
| Insgesamt                    | 2× Gold · 1× Platin ·                                                  | 44.000   |

## Statistik und Quellen
| Land/RegionAuszeichnungen für Musikverkäufe (Land/Region, Auszeichnungen, Verkäufe, Quellen) | Silber     | Gold       | Platin         | Verkäufe    | Quellen                                                     |
| -------------------------------------------------------------------------------------------- | ---------- | ---------- | -------------- | ----------- | ----------------------------------------------------------- |
| Argentinien (CAPIF)                                                                          | —          | Gold1      | 6× Platin6     | 228.000     | capif.org.ar (Memento vom 31. Mai 2011 im Internet Archive) |
| Australien (ARIA)                                                                            | —          | 2× Gold2   | 26× Platin26   | 1.010.000   | aria.com.au                                                 |
| Belgien (BRMA)                                                                               | —          | Gold1      | 5× Platin5     | 265.000     | ultratop.be                                                 |
| Brasilien (PMB)                                                                              | —          | Gold1      | —              | 15.000      | pro-musicabr.org.br                                         |
| Dänemark (IFPI)                                                                              | —          | 2× Gold2   | —              | 40.000      | Einzelnachweise                                             |
| Deutschland (BVMI)                                                                           | —          | 3× Gold3   | —              | 300.000     | musikindustrie.de                                           |
| Europa (IFPI)                                                                                | —          | —          | 6× Platin6     | (6.000.000) | bestsellery.zpav.pl                                         |
| Finnland (IFPI)                                                                              | —          | 2× Gold2   | 4× Platin4     | 185.882     | ifpi.fi                                                     |
| Frankreich (SNEP)                                                                            | —          | 4× Gold4   | Platin1        | 525.000     | infodisc.fr snepmusique.com                                 |
| Griechenland (IFPI)                                                                          | —          | Gold1      | —              | 5.000       | Einzelnachweise                                             |
| Irland (IRMA)                                                                                | —          | —          | 11× Platin11   | 165.000     | irishcharts.ie                                              |
| Japan (RIAJ)                                                                                 | —          | Gold1      | —              | 100.000     | riaj.or.jp                                                  |
| Kanada (MC)                                                                                  | —          | Gold1      | 14× Platin14   | 1.170.000   | musiccanada.com                                             |
| Mexiko (AMPROFON)                                                                            | —          | 3× Gold3   | 4× Platin4     | 500.000     | amprofon.com.mx                                             |
| Neuseeland (RMNZ)                                                                            | —          | 4× Gold4   | 6× Platin6     | 110.000     | aotearoamusiccharts.co.nz NZ2                               |
| Niederlande (NVPI)                                                                           | —          | Gold1      | 7× Platin7     | 1.075.000   | nvpi.nl                                                     |
| Norwegen (IFPI)                                                                              | —          | —          | Platin1        | 40.000      | ifpi.no (Memento vom 5. November 2012 im Internet Archive)  |
| Österreich (IFPI)                                                                            | —          | 2× Gold2   | 2× Platin2     | 75.000      | ifpi.at                                                     |
| Polen (ZPAV)                                                                                 | —          | Gold1      | Platin1        | 30.000      | olis.pl                                                     |
| Portugal (AFP)                                                                               | —          | 4× Gold4   | 11× Platin11   | 213.000     | Einzelnachweise                                             |
| Russland (NFPF)                                                                              | —          | Gold1      | Platin1        | 30.000      | 2m-online.ru                                                |
| Schweden (IFPI)                                                                              | —          | —          | 4× Platin4     | 200.000     | sverigetopplistan.se                                        |
| Schweiz (IFPI)                                                                               | —          | 2× Gold2   | 4× Platin4     | 170.000     | hitparade.ch                                                |
| Spanien (Promusicae)                                                                         | —          | 3× Gold3   | 30× Platin30   | 2.520.000   | elportaldemusica.es                                         |
| Ungarn (MAHASZ)                                                                              | —          | 2× Gold2   | 2× Platin2     | 36.000      | slagerlistak.hu                                             |
| Vereinigte Staaten (RIAA)                                                                    | —          | 2× Gold2   | 6× Platin6     | 4.300.000   | riaa.com                                                    |
| Vereinigtes Königreich (BPI)                                                                 | 2× Silber2 | 6× Gold6   | 15× Platin15   | 4.070.000   | bpi.co.uk                                                   |
| Insgesamt                                                                                    | 2× Silber2 | 50× Gold50 | 167× Platin167 |             |                                                             |